# Anotheca spinosa
Anotheca spinosa là một loài ếch thuộc họ Nhái bén. Nó là đại diện duy nhất của chi Anotheca và không bị đe dọa tuyệt chủng.
Loài này có ở Costa Rica, Honduras, México, và Panama. Môi trường sống tự nhiên của chúng là rừng ẩm vùng đất thấp nhiệt đới hoặc cận nhiệt đới và vùng núi ẩm nhiệt đới hoặc cận nhiệt đới. Chúng hiện đang bị đe dọa vì mất môi trường sống.

## Hình ảnh

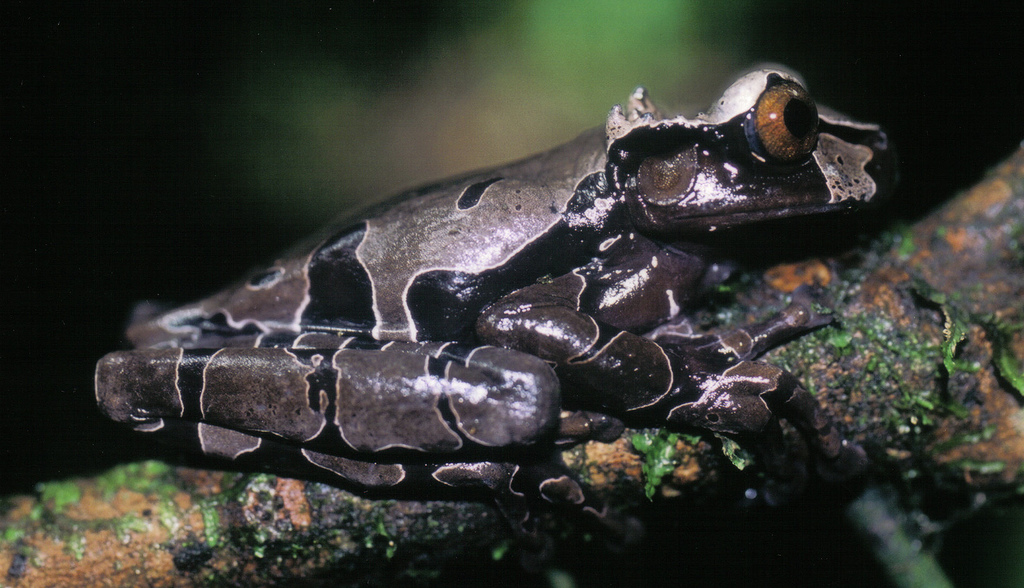
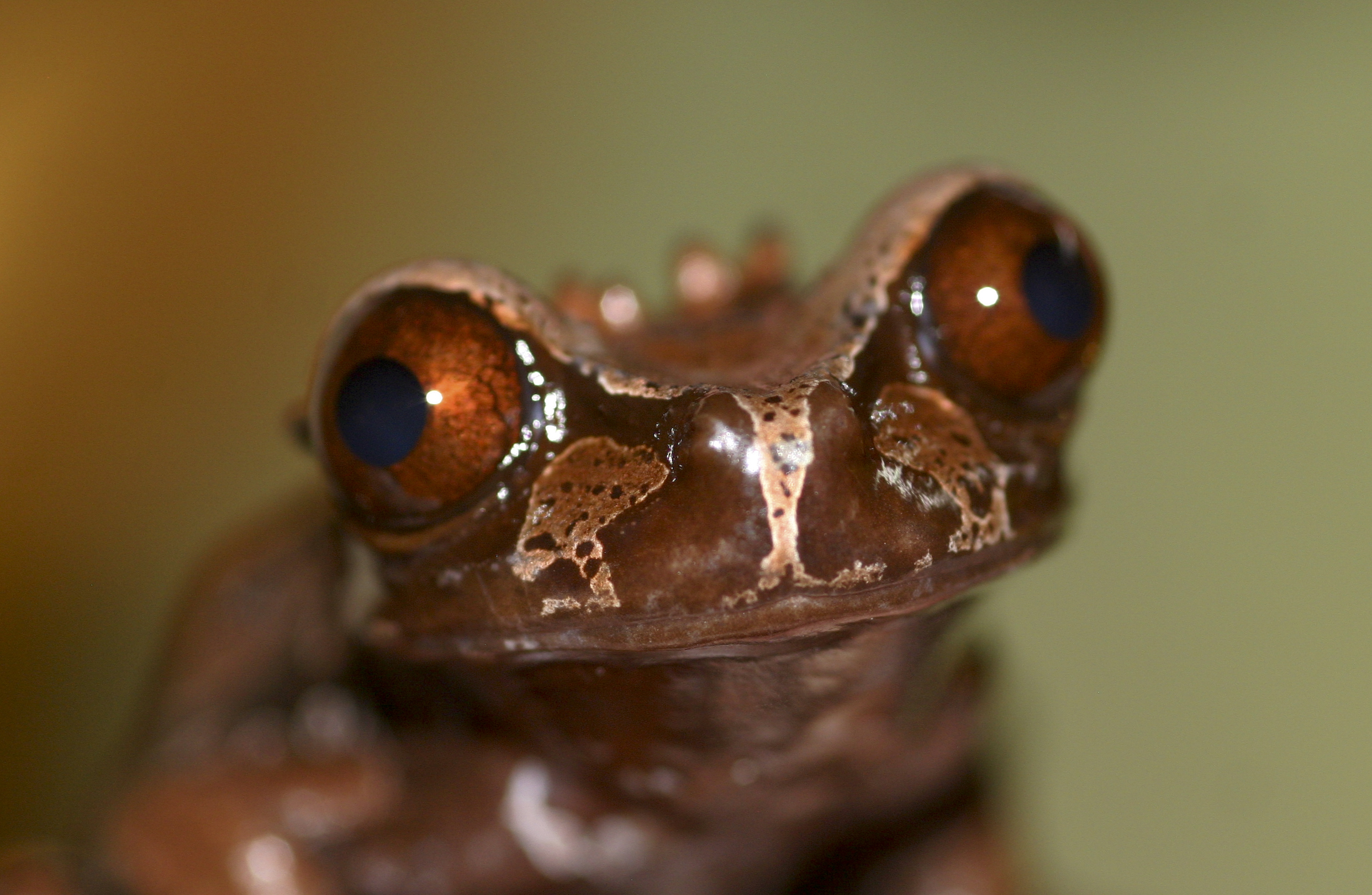
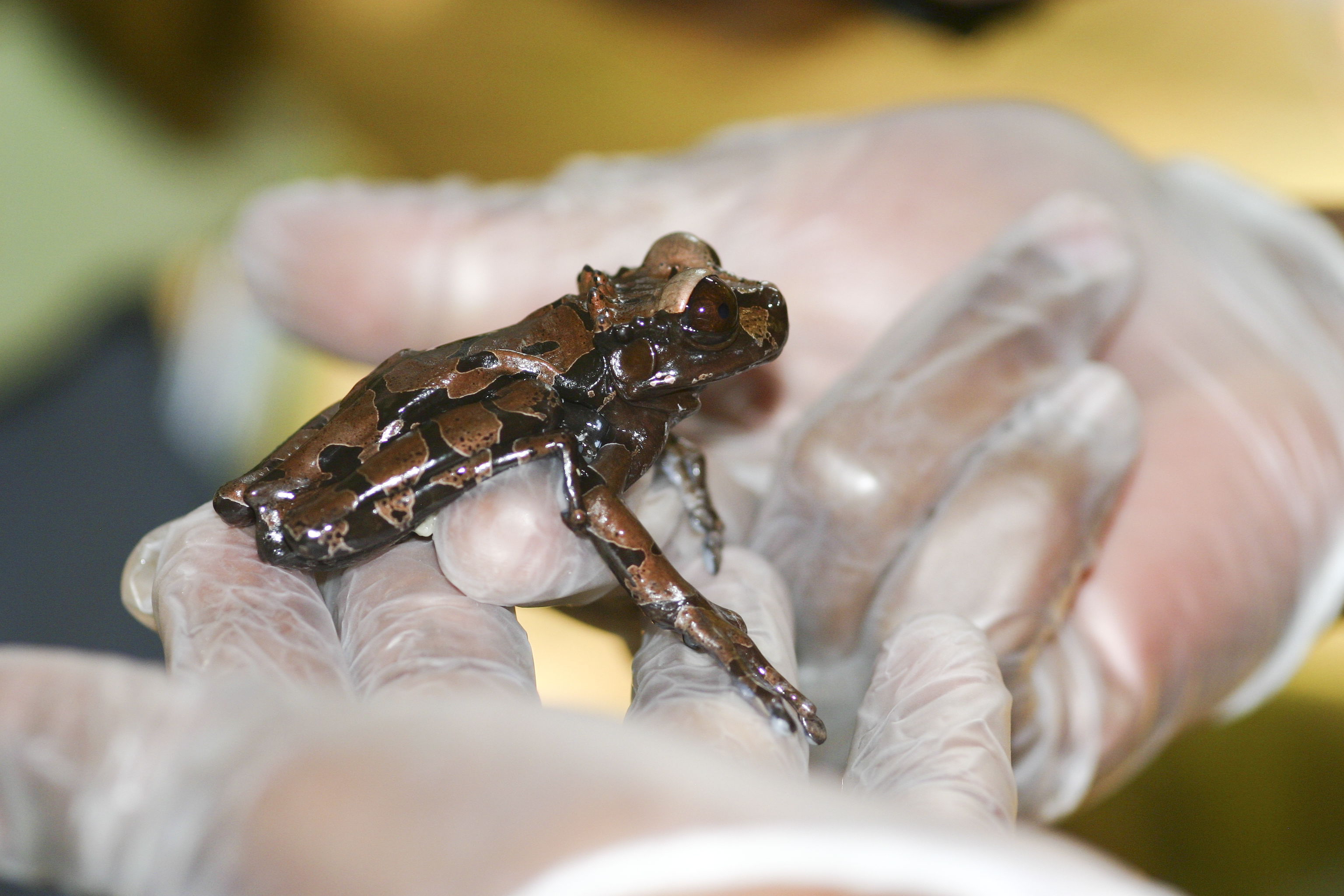